# カリ首
カリ首（かりくび、英: Corona of Glans penis）または単にカリ (英: Corona) は、ヒトの男性器の一部。陰茎先端部のエラの張った、陰茎と亀頭の間に位置するくびれた部分のことである。亀頭溝または亀頭冠（きとうかん、中: 冠状溝）とも呼称され、漢字では「雁首」と表記する。

## 概要

### 発達
第二次性徴によって成長する。男性器のタナー段階IVで陰茎が長く太くなり、陰茎亀頭が発達し、この頃から勃起時には包皮から完全露出できるようになる。通常時も包皮を剥いて亀頭を露出させておく癖（剥き癖）をつけると亀頭はより成長し、だんだんと陰茎部との段差（くびれ）が生じてくるとともに、いわゆるズル剥け（露茎）になることがある。逆に、この時期に包皮を剥き亀頭を露出させておく癖（剥き癖）をつけなかった場合は、亀頭の成長が妨げられることから包茎になりやすい。そしてタナー段階Vで成人型になる。露茎になった場合、平常時は陰茎から亀頭が常に出ている状態になる。包茎の場合、成人型でも平常時は常に皮が被った状態になる。

男性器のタナー段階

### 第二次性徴以降
陰茎部段差の形状は不安定である。
亀頭の露出状態により、刺激による陰茎部段差の成長により変わる。

## 動物のカリ首

### イヌのカリ首
イヌにはカリ首ではないが、勃起時に膨満することで、交尾時に陰茎が抜けないようにし、膣内が精液で満たされやすくする役割を持つ、亀頭球というものがある。